# Joana Bel Oleart
Joana Bel Oleart (Barcelona, 1965) és una escriptora de literatura infantil i juvenil. Filla d'artistes, la seva mare era l'escriptora Maria Oleart i Font i el seu pare l'escultor Tomàs Bel. La sensibilitat creativa dels seus pares, així com el seu amor a la natura i els animals, ben segur que van obrir-li la mirada al seu germà (6 anys més gran que la Joana, pintor, dissenyador i pedagog) i a ella mateixa.
A l'octubre de 2024 publica el poemari El bosc del tarot amb l'editorial Fonoll.

## Premis
- Premi ciutat d'Elx de poesia (1989) amb el llibre El risc de l'aigua i el silenci[2]
- Premi dona de narrativa 1996 amb Parèntesi (ed. Lasal)
- Mostra Literària del Maresme 1996 amb el poemari Paisatge de tu i de mi
- Premi Ausiàs March de poesia 1998 amb el llibre No sé si imagino (ed. Bromera)
- Premi Goleta i Bergantí 2006 amb la novel·la "Guidaí ulls de somni".